# Sandgrube im Jagen 86
Die Sandgrube im Jagen 86 (umgangssprachlich: Kiesgrube) ist ein Naturschutzgebiet mit einer Größe von etwa 13 Hektar im Berliner Grunewald. Es entstand aus einer ehemaligen Kiesgrube, die von 1966 bis 1983 industriell genutzt wurde. Heute befinden sich dort über 300 Farn- und Blütenpflanzen, Wespen und Wildbienen, 16 Brutvogelarten, sieben Amphibienarten und 188 Schmetterlingsarten.

## Geschichte
In den 17 Jahren ihrer industriellen Nutzung wurden insgesamt rund 3,5 Millionen Kubikmeter Feinsand aus einer in der Weichsel-Kaltzeit entstandenen Teltowplatte für Bauzwecke abgebaut. Dadurch entstand eine offene Fläche von rund 18 Hektar und einer Tiefe von bis zu 25 Metern.

## Naturschutzgebiet
Nachdem der Abbau des Bausandes eingestellt war, bemühten sich Naturschützer um das Gebiet. 1992 wurden insgesamt 13 Hektar als Naturschutzgebiet ausgewiesen. Da der Grundwasserspiegel in dieser Region recht hoch ist, entstanden durch die bis zu 25 Meter tiefe Grube Flachgewässer und feuchte Weidenbrüche. Im überwiegend trockenen Teil der Grubensohle findet man vegetationslose Sandflächen sowie Trocken- und Magerrasen. In den nährstoffarmen Gewässern findet man zahlreiche Amphibienarten, die hier laichen. In den vergangenen Jahren wurde durch gezielte Pflegemaßnahmen wie die Rodung die fortschreitende Bewaldung der Hänge reduziert. Damit sollen u. a. die südexponierten Hänge offen gehalten werden. Zusätzlich wurden Zäune installiert, damit sich bodennistende Bienen- und Wespenarten ungestört entwickeln können und das Gelände aber gleichzeitig für Besucher offen gehalten werden kann.
Der Zugang zum Naturschutzgebiet erfolgt über den Schildhornweg hinaus über drei befestigte Zugänge. Im Norden und Süden der Sandgrube wurden Rampen installiert; an der nordöstlichen Ecke befindet sich eine Treppe mit 134 Stufen. Insgesamt drei Schautafeln informieren den Besucher über die Kiesgrube, das Feuchtgebiet und die Wärme liebende Fauna.

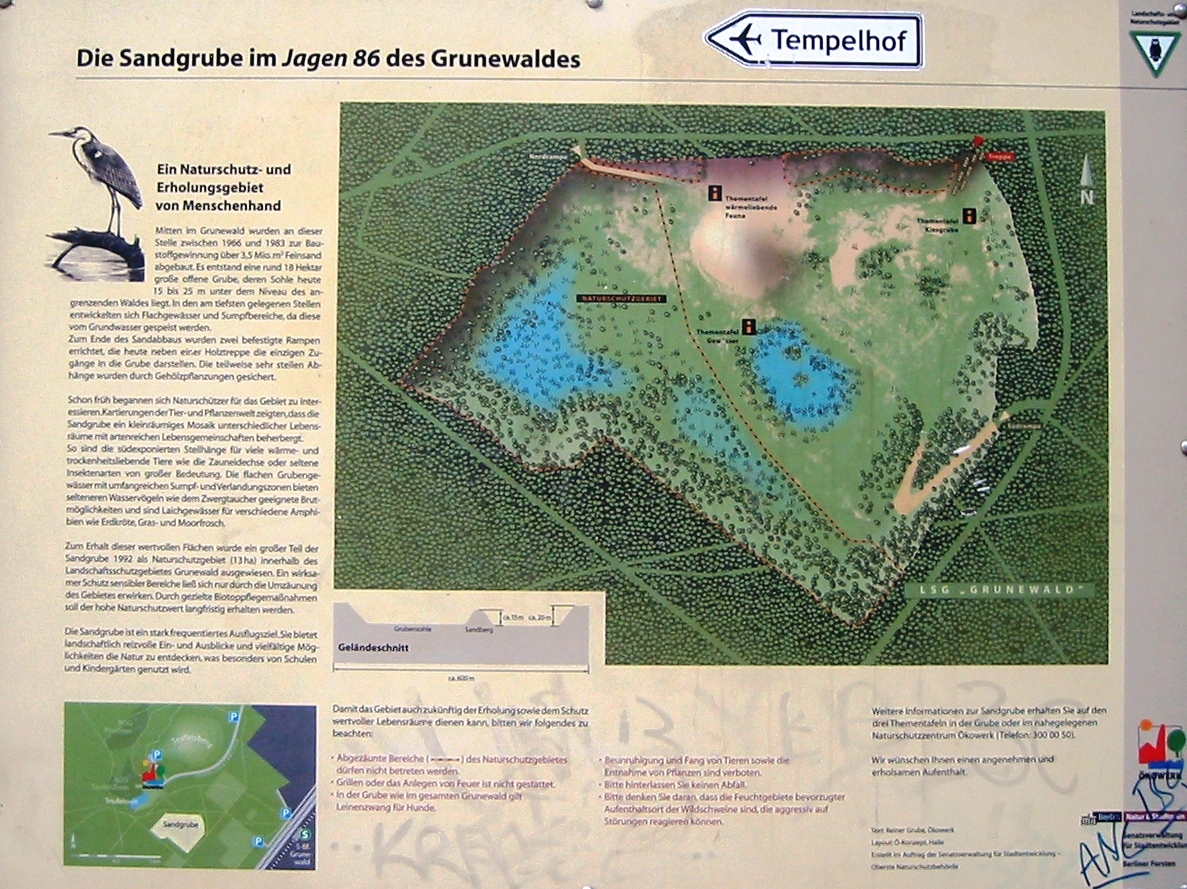
Informationstafel der Senatsverwaltung
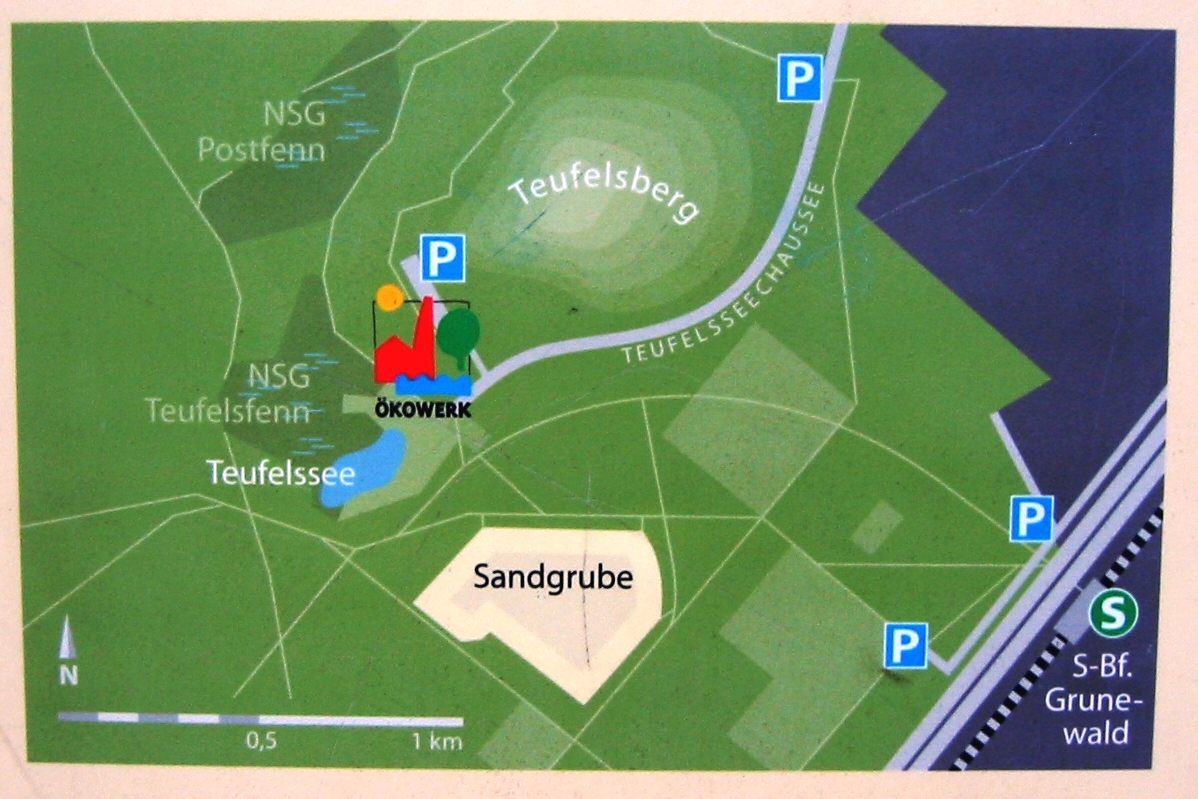
Anfahrt zum Naturschutzgebiet
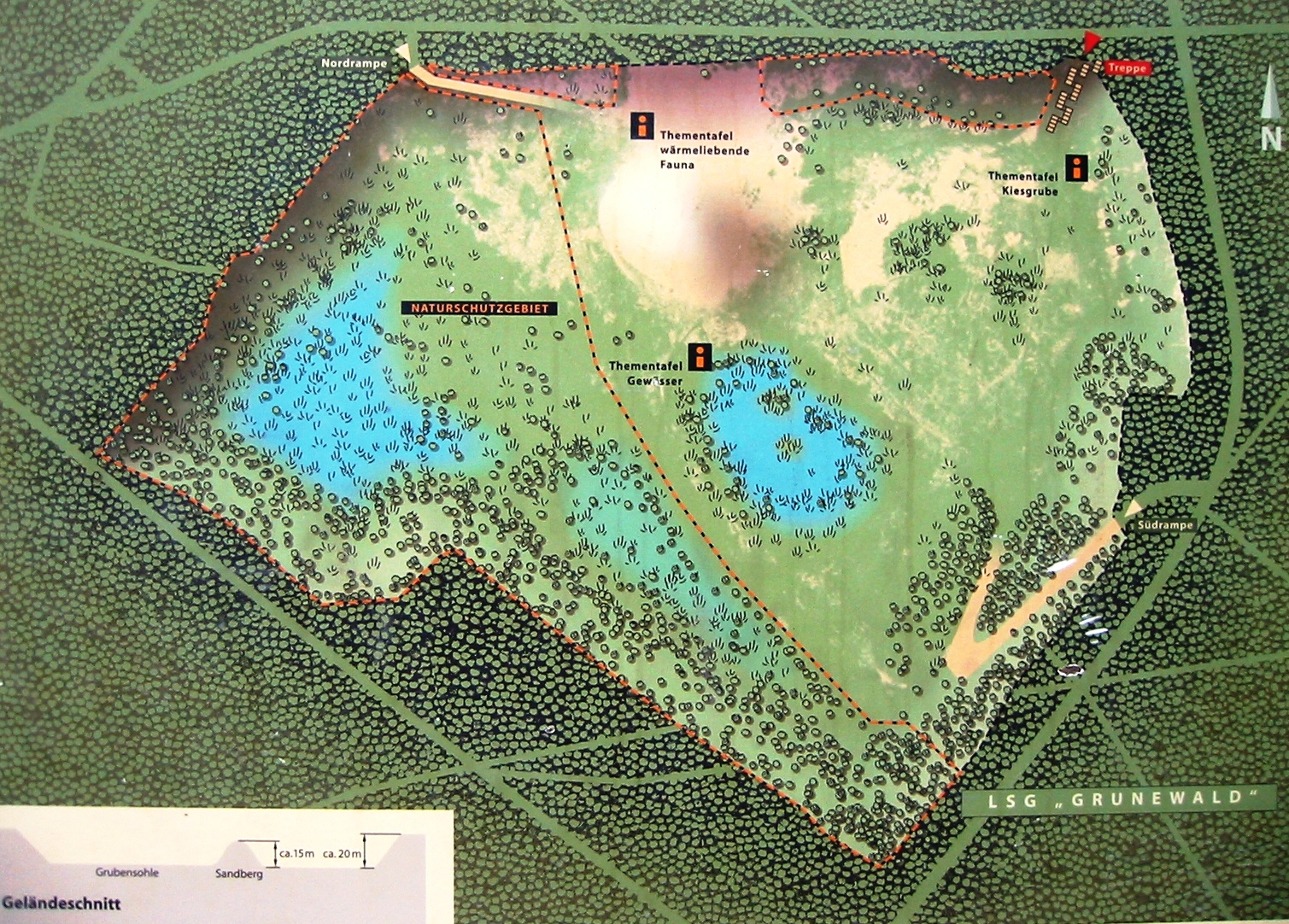
Karte des Naturschutzgebietes
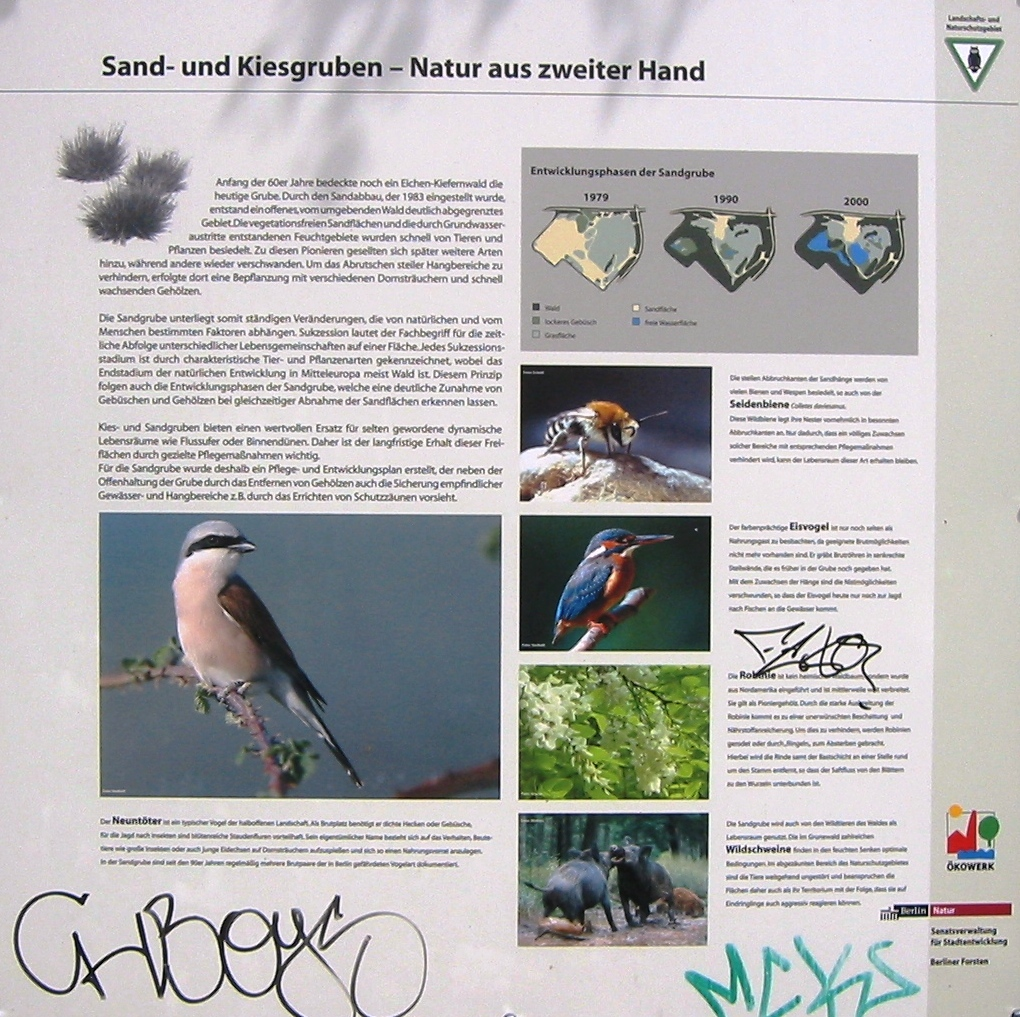
Informationstafel zur Kiesgrube
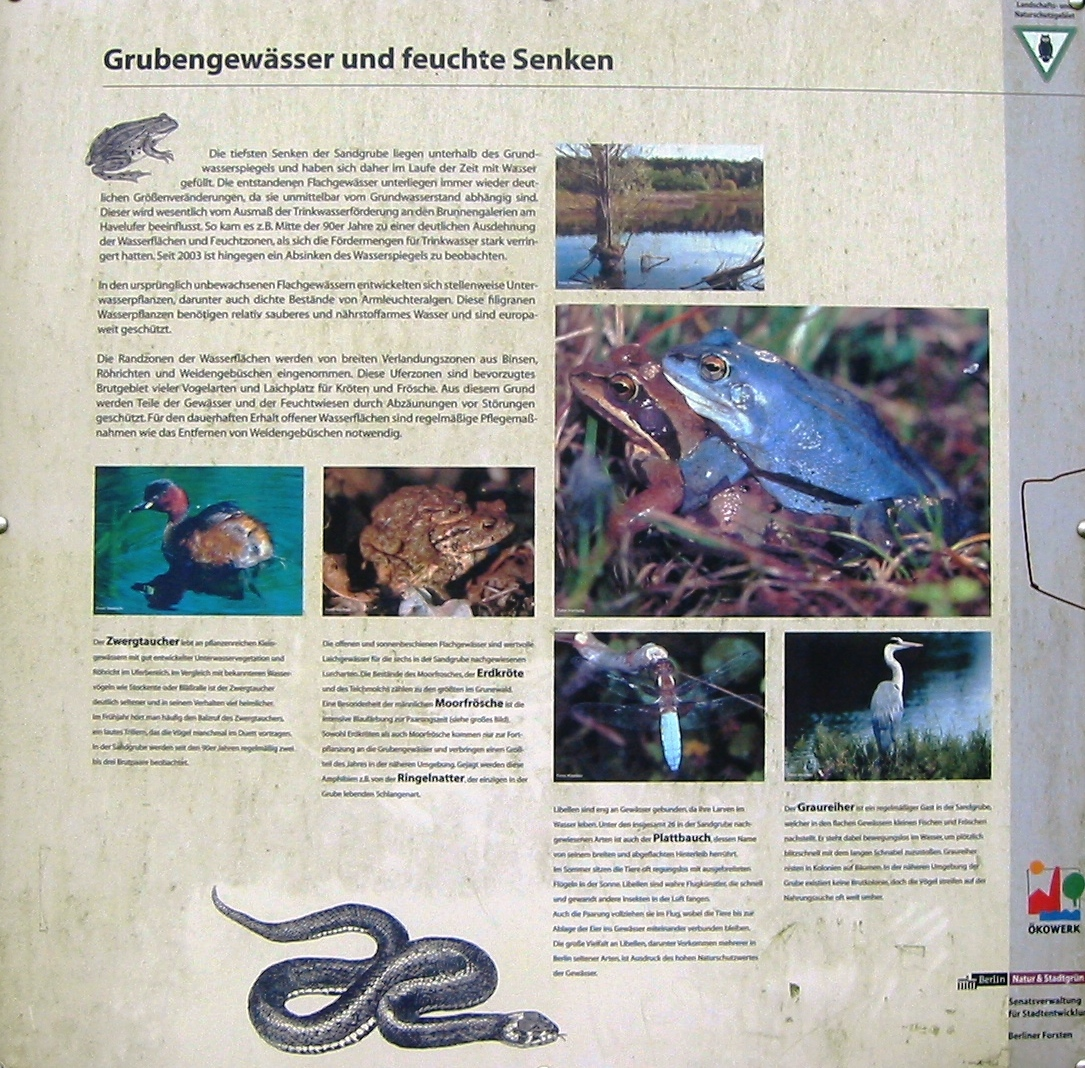
Informationstafel zum Feuchtgebiet
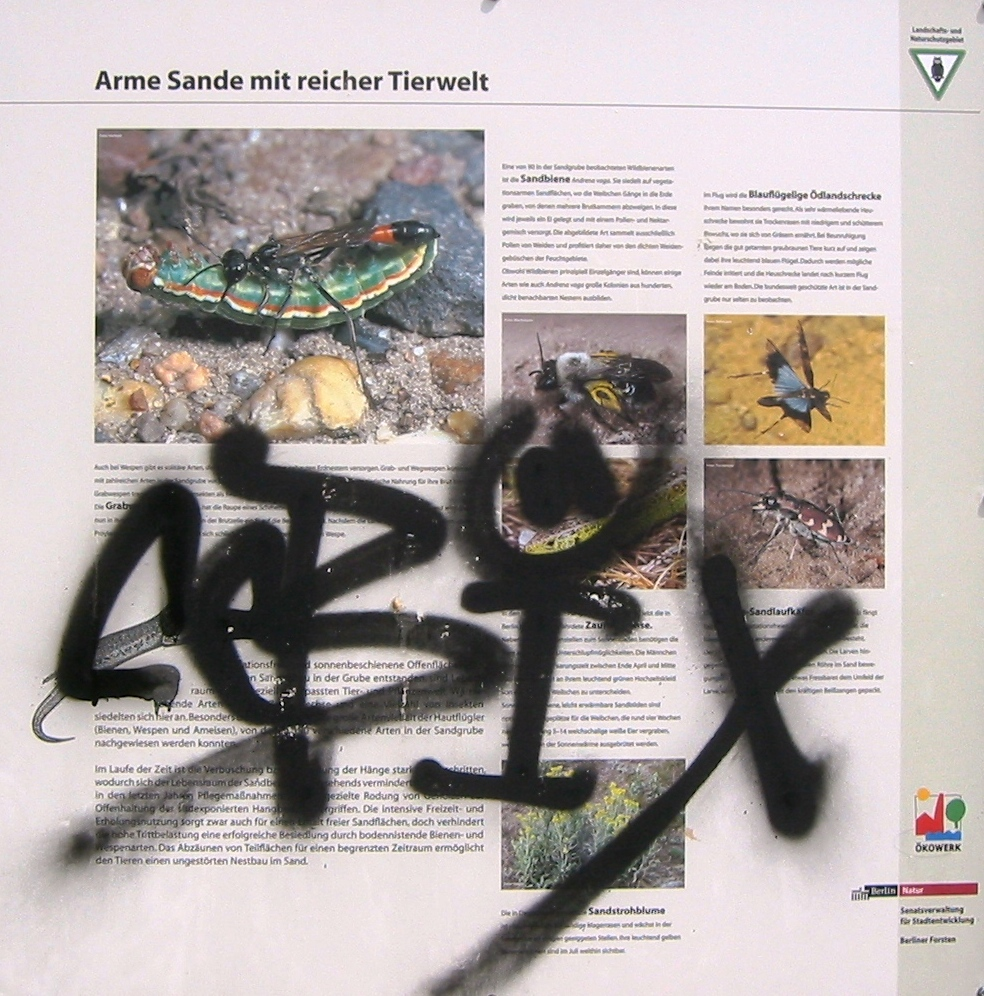
Informationstafel zur Fauna